# Archisotoma interstitialis
Archisotoma interstitialis är en urinsektsart som beskrevs av G. Delamare 1953. Archisotoma interstitialis ingår i släktet Archisotoma, och familjen Isotomidae. Arten är reproducerande i Sverige.